# Theres-Neumann-Museum
Das Theres-Neumann-Museum wurde am 3. Juni 2022 in Konnersreuth eröffnet. Es beschäftigt sich mit dem Leben der Mystikerin Theres Neumann, die unter dem Namen Konnersreuther Resl weltweite Bekanntheit erlangte.

## Museumsgebäude
Das Museum befindet sich im Informations- und Begegnungszentrum Schafferhof, das auch für Veranstaltungen, Marktratssitzungen, Tagungen, standesamtliche Hochzeiten und private Feiern genutzt wird. Der Dreiseithof mit dem Hausnamen „Schaffer“ liegt direkt im Ortskern von Konnersreuth.
Er wurde um 1800 errichtet und ein Großteil des Hofes ist bis heute erhalten geblieben. 2006 kaufte der Markt Konnersreuth den Hof mit dem Ziel, ein touristisches Zentrum einzurichten. Seit November 2007 ist der Schafferhof als Einzeldenkmal Teil der Bayerischen Denkmalliste unter der Aktennummer D-3-77-131-7 eingetragen. Im Jahr 2014 fand ein Bürgerentscheid statt, bei dem sich 48,02 % der Wahlbeteiligten für den Abriss und einen Neubau auf dem Gelände des Schafferhofs ausgesprochen haben.
Aufgrund des Denkmalschutzes war des Abriss unmöglich und die Planungen für die Nutzung des Hofes liefen weiter. Zwischen 2018 und 2022 fand eine umfangreiche Sanierung statt.

## Inhalte
Im ehemaligen Wohnstallhaus ist die Dauerausstellung zu Theres Neumann untergebracht. Unter der Überschrift Wege nach Konnersreuth wird ihr Lebensweg anhand von Objekten, Filmen und Fotos aus dem engsten Familienkreis aufgezeigt.
Die Ausstellung gliedert sich in folgende Abteilungen:
- Der kleine Weg – Theres Neumann bis 1926
- Heilandswege – mystische Phänomene
- Viele Wege führen nach Konnersreuth
- Wege zur Konversion – Theres Neumann begleitet
- Der gerade Weg – Theres Neumann ermutigt
- Alltagswege – Theres Neumanns Jahreslauf
- Konnersreuth – Theres Neumanns Heimatort
- Der letzte Weg – Nachleben und Verehrung

Das Museum möchte die Geschehnisse um Theres Neumann möglichst neutral wiedergeben und die Person hinter den mystischen Phänomenen sichtbar machen. Dazu kommen Freunde, wie beispielsweise Fritz Gerlich und Familienangehörige zu Wort.
Das Museum ist Teil des Museumsverbundes das zwoelfer – Museen im Landkreis Tirschenreuth.